# アレン・ウォーカー
アレン・ウォーカー（Allen Walker）は、星野桂作の漫画作品およびそれを原作としたアニメ『D.Gray-man』に登場する架空の人物で、同作の主人公である。アニメでの声優は小林沙苗（第1作）、村瀬歩（第2作）。

## プロフィール
- 誕生日 - 不明（マナに拾われたのは12月25日）
- 年齢 - 15歳 → 16歳ぐらい
- 身長 - 168 センチメートル → 169 センチメートル → 174 センチメートル（現在）
- 体重 - 58 キログラム → 55 キログラム → 56 キログラム（現在）
- 血液型 - O型
- 国籍 - イギリス
- 趣味 - 食事、お金を増やすこと→ティム磨き、貯金、アクロバット
- 好きなもの - みたらし団子、ティムキャンピー、食べ物、ポーカー、マナ
- 苦手なもの - お酒、師匠（クロス）の借金
- 嫌いなもの - 借金、俺様な人、→お金のありがたみを知らない人
- 欠かせないもの-ティムキャンピー、AKUMA、マナの言葉、リナリーとの約束
- マイブーム - チェス

## 人物

逆さペンタクル

エクソシストの一人である少年。対アクマ武器は寄生型の「神ノ道化（クラウン・クラウン）」。
黒の教団に所属するエクソシスト元帥・クロス･マリアンの弟子。作中の序盤ではまだエクソシストではなく、クロスの紹介（指示）により黒の教団へ向かい、入団後は彼も正式なエクソシストとなった。当初は儚げな雰囲気を持っていたが、物語が進むごとに成長し、たくましい顔立ちになってきた。
片腕で逆立ちをした状態で更には指先だけで腕立て伏せ(厳密には指たて伏せ)を300回もするなど、非常に優れた筋力を持っている。
白髪と左眼上の逆さペンタクルが特徴。髪の色が白いせいか後ろから見ると時折老人に間違えられることもある。寄生型イノセンスの適合者であるためかなりの大食漢である。画才は皆無な上、酷い方向音痴で1人だと必ず迷う。修行時代によるトラウマから、アルコールが苦手。教団内の自室は、以前はベッドや机があるだけのごく普通の部屋だったが、コムリンII騒動で壊されてからは食堂近くにある元物置を改装して使用している。不気味な部屋だったが、アレン本人は食堂近くのため気に入っている。
好きな女性のタイプは料理の上手な人で、エプロン姿がイイらしい。
マナの真似をしていてマナ同様ほとんど敬語で話す（ティムキャンピー、フォー、動物等人間でないものは除く）穏やかな性格だが、感情が高揚したり激怒すると敬語を使わなくなる。しかし，長い間一緒にいた仲間には無意識のうちに敬語ではなくなっていることもある。自分の借金の話やポーカー等のカードゲームをするときになるとかなり黒くなり裏の顔（通称“黒アレン”）が出てくる。生まれつきの不幸体質（ラビ曰く「アンラッキーボーイ」）であり、ジャンケンではいつも負ける。同じ教団に属する神田ユウとは入団時のトラブル以降相性が悪く、「モヤシ」と呼ばれている。現在の一人称は「僕」だが、幼少期の一人称は「オレ」で口調も敬語ではなく荒っぽかった。瞳の色は銀灰色。

### 左眼
AKUMA化したマナによってつけられた左眼の呪いの傷によって、アレンの左眼はAKUMAに内蔵された魂が見える。「巻き戻しの街」での交戦の際、ロードに左眼を潰されたが「呪い」の影響でクロウリー城にて再生し（ブックマンいわく、「(大怪我だが)三、四日で治る」）、以後マナの「呪い」がより強まった（アニメ版ではエリアーデと戦ったときに強まった）。髪が白いのは呪いのせいらしい（原作2巻参照）が、今でもマナを好いている。呪いが強まってからは、AKUMAを見る際左眼が2つのスコープの様に変化し、障害物があろうと半径300m以内のAKUMAを探知可能となり、AKUMAに内蔵された魂を現実に映し出し他の人間にも見せることができるようにもなった。しかしそれ以降AKUMAの魂を現実に映し出す描写は無く、実際にAKUMAの魂を目にしたのはラビ、クロウリー、エリアーデのみ（アルマ＝カルマの魂を見た際も、アルマのすぐ傍にいた神田には見えていなかった）。以来、左眼そのものがアレンをAKUMAの元へと導くかのように時々疼くようになった。
方舟の中の「奏者の部屋」でティムキャンピーの出した奏者の楽譜を見ている最中、左眼がAKUMAを見るときのように変化しており眼の周りの模様が複雑になっていた。

### 14番目との関連
ティムキャンピーとセットで『方舟を操作出来る奏者』の資格を持っている。なお、14番目と思われるノアの影には警戒心を抱いている。また、奏者の楽譜に書かれている文字はかつてマナとアレンがつくった文字（暗号）で、紋章はマナのボタンにあったもの。また、ロードとティキの靴の裏にもその紋章と思われるものがある。方舟からホームに帰った時から鏡や窓に映った自分を見る時に「14番目のノア」と思われる方舟の奏者の部屋で出てきた影が（鏡などを通して見た場合）アレンの後ろにでている。これはアレンにしか見えず（ティムキャンピーは不明）、アレンは当初は驚いていたがもう慣れている。
しかしその実態は、アレンが再びこの世に蘇るであろう14番目のメモリーを移植された存在であり、クロスはアレンがいずれ「14番目へと変貌するであろう」ことを示唆している。
そして覚醒し、14番目のノア「ネア」と会う。
一度はアポクリフォスにより覚醒がおさまるが、教団からの逃走中に合流したジョニーを平然と傷つけるなどしているため、ネアの覚醒が完全におさまっているわけではない。

## 来歴

### 過去
生まれつき左腕がイノセンスに寄生された異様な外見であったため、実の親に捨てられサーカスに買われている。幼少期は現在と異なり言葉遣いが悪くやさぐれていて「友達なんかいらない」とまで言っていた。また小説版では記憶がない、ということも旨趣され、まともな名前もなく異形の腕の様子から「赤腕」と呼ばれていた。サーカスで雑用をしていたところを旅芸人のマナ・ウォーカーに拾われ、色々な芸を教え込まれた。そのため大道芸が上手い。このとき死んだマナの犬「アレン」の名を引き継ぎ、またマザーが呼んだことから"歩く人"と言う意味で、「アレン・ウォーカー」を名乗るようになる。マナの死後、通りかかった千年伯爵に唆されマナの魂を呼び戻してAKUMAにしてしまう。AKUMAとなったマナに殺されかけるが、初めてイノセンスが勝手に発動しマナを破壊した。マナ破壊後、放心状態であったところを「黒の教団」のエクソシスト元帥、クロス・マリアンに拾われ、彼の下でエクソシストになるべく修行を積む。
クロスのことはエクソシストとしての道を自分に示してくれた恩人として尊敬しているが、修行時代に何でもかんでも都合の悪いもの（主に借金）を押し付けられていたため、その人間性は疑っており鬱陶しく思っている。借金取りに追われる中、借金の返済と当座の生活費を命懸けで覚えたイカサマ博打で稼いでいた。そのため現在も遊びであっても勝利に拘り、イカサマを働く。カードで勝負するときは、いつもの穏やかな性格が一変し、かなり黒い性格（通称「黒アレン（命名：ラビ）」）になる。修行に明け暮れて3年後、クロスからエクソシストと名乗ることを許され、正式な手続きをするために本部への場所に旅をする。

### 教団入団後
原作1～5巻
クロスが残した情報を元に黒の教団を訪れ門を叩く（その際、左眼の呪いを門番に見られたことから「千年伯爵の手先」と勘違いされ、迎撃に出た神田に斬りつけられた）。黒の教団エクソシストとしての初任務では、南イタリアにある古代都市「マテール」で発見されたイノセンスを回収するため、神田やファインダーのトマと出動することとなった。その後も、ドイツの街にある「巻き戻しの街」現象の発生により、リナリーと共に任務へ向かったり、ルーマニアで吸血鬼退治を村人達に依頼されラビと共に向かうなど、エクソシストとしての苦戦が広げられていく。

### イノセンス復活
原作6～9巻
クロスと合流するためにリナリー・ラビ・ブックマン・クロウリー達と中国に向かうが、スーマンの「咎落ち」と遭遇、助け出そうとして自身のイノセンスが壊れかけつつも、なんとかスーマンとイノセンスの切除に成功するが、スーマンは既にティーズに喰われていた。その後呆然としていたところをティキの手でイノセンスを破壊され、自身もティキのティーズに心臓の一部を喰われてしまう。瀕死の状態に陥るが、たまたま彼を見つけたフォーによりアジア支部に運び込まれ、イノセンスの力で一命を取り留めた（この経緯から、リナリー同様ハートの可能性が示唆されている）。
その後、イノセンス復活のための訓練をフォーと行うが、その最中ティキの命令でLv3のAKUMAが方舟を使ってアレンを殺しに現れる。自分を守るため戦うフォーを救うべく自らAKUMAの前に身を投げ出し、逆に攻撃を受け追いつめられるが、自分にはAKUMAの他にも仲間達という大切なものがあることに気づき、今までの信念である「AKUMAを救済する為に自身は存在する」から「AKUMAと人間（ひと）を愛し、右手で人を、左手でAKUMAを救う」という信念に変えたことで精神面では飛躍的に成長を遂げ、イノセンスが「神ノ道化（クラウン・クラウン）」という名を冠した真の姿を見せ、見事Lv3を破壊した。

### 江戸編
原作10～14巻
倒したLv3の忠告により方舟を使って江戸に向かい、伯爵に襲われていたリナリーを救出し仲間たちと合流するが、崩壊してゆく古い方舟に閉じこめられる。その中でティキと交戦した際、ティキが作り出した真空の球体に閉じ込められるも、このときシンクロ値が100を越え（臨界点突破）、左腕が、刀身に大きく十字のマークが入っている板状の剣「退魔の剣」に変化。その後、ノアメモリーが暴走したティキに圧倒され絶体絶命になるが、先だって潜入していたクロスに救出される。だが、ティキとの戦いでイノセンスが壊れたラビ（及び、鉄槌に掴まっていたチャオジー）が崩壊する方舟に落ちていき、怒りで千年伯爵と交戦状態になるがクロスに止められる。その後、伯爵がアクマの生成工場を新しい方舟へダウンロード（転送）するのを阻止するため、ティムキャンピーと共に伯爵も知らない「奏者の部屋」に入った。その奏者の部屋でピアノを弾いたことにより、完全に崩壊したはずの古い方舟を復活させ、消えゆく空間に飲み込まれていた神田、ラビ、クロウリー、チャオジーらの命を救った。そして方舟を操り黒の教団本部に帰っていった。

### 本部帰還後～孤児院内の死闘
原作14～19巻
14番目の関係者（奏者の資格を持つ）ということでルベリエの手により、リンクを監視につけられクロスとの接触を禁じられる。また、退魔の剣の形状が伯爵の武器と似ていたこと、裏切り者のスーマンを助けたことなどから教団の内部の者にもスパイではないかと疑われることになる。その最中生成工場奪還のために方舟を使ってルル=ベルが教団内に侵入し、方舟のゲートで研究室の入り口が塞がれたため、自身の方舟を使って生成工場の所へ侵入した。あまりの数のAKUMAの前に苦戦するが、元帥達の援護もあり生成工場の破壊とミランダの救出に成功する。Lv4に進化したAKUMAにデコピン一つで戦闘不能にされてしまうが、イノセンスの力で体を強制的に動かし、リナリーやクロスと協力してLv4を破壊した。
その後本部移転の際、クロスから自身が「14番目のメモリーを移植された存在」である事を聞かされ、その日以前から、リナリーには時々「別の人に見えた」と思われたり、孤児院内の死闘においては、レベル4と共に退魔の剣に刺さりレベル4の破壊を試みるが、自分もダメージを受け、その際にレベル4には「のあ・・」と言われるなど徐々に進行が進んでいる事がうかがえる。

### 北米支部襲撃～教団からの離別
原作19巻～
第三エクスシストと共にヨルダンで任務中にノアからの襲撃に遭い、トクサがノアに拉致されてしまう。連れ戻すためにティキと戦っていたが北米支部に誘導されてしまい、千年伯爵から教団を抜けることを命じられる。ノアたちの隙を見てトクサとヨルダン陣営から拉致されていた神田と共に支部脱出を試みるが失敗し、ワイズリーの能力で神田とアルマの過去を見せられる。神田の真意やアルマのアジア支部での大量惨殺、ロードに第二使徒計画を聞かされ動揺するが自身の力でワイズリーの能力を打ち破る。しかし、教団に対する憎しみやダークマターの力を得たアルマや第三エクソシストが覚醒し、支部にいる人間を次々に襲い始める。その光景を見たアレンはアルマや第三エクソシストが救いようが無いと困惑し、伯爵の命令に従おうとするが、フォーの一言で踏み止まり戦う事を決意する。神田とアルマの戦いに乱入し、二人の殺し合いを止める突破口を開こうとするが、神田に返り討ちを喰らってしまい『14番目』ネアが覚醒してしまう。
自力でネアを抑え込み神田とアルマを方舟でマテールへと逃がすが、それを咎められ牢に入れられる。数日後潜入してきたアポクリフォスに融合されそうになるが、突然現れたティキとロードに助けられ逃亡。自分の中のネアと決着を付けるべく、必ず帰ることを仲間に誓い教団を後にする。
離脱した後、クロス元帥のパトロンのマザーの所へ現れるが、逃亡から三か月後は、ピエロに扮して大道芸で生活費を稼いでいた（理由はマフィアのボスにイカサマをしたため）。

## デザイン
単行本第1巻の解説によれば、星野のデビュー作『ZONE』の主人公であるロビンがベースになっているという。ただし、アレンは少年だが、ロビンは少女である（見た目は少年だが、中が姉である為）。そのため、ロビンのように髪を長くするかどうか迷ったという。作者はアレンの髪を作中で伸ばしていき縛ろうか、とも考えていた。この思いは、作中の「黒の教団壊滅事件」シリーズの中で、コムイ等科学班の発明品によってアレンの髪がのびるというところにもあらわれているといえる。

## アレンの呼び名
| 呼称                | 呼んでいる人                                                       |
| ------------------- | ------------------------------------------------------------------ |
| アレン              | ラビ、クロス、クロウリー、ジョニー、ロード、マナ                   |
| アレン君            | リナリー、ミランダ、コムイ                                         |
| アレンちゃん        | ジェリー                                                           |
| 馬鹿弟子            | クロス                                                             |
| (馬鹿)モヤシ        | 神田、ラビ(方舟内で１度だけ)                                       |
| 小僧                | ブックマン                                                         |
| 少年/イカサマ少年Ａ | ティキ                                                             |
| ウォーカー          | リンク、バク、フォー、リケイ、シィフ                               |
| ウォーカーさん      | ロウファ                                                           |
| ウォーカー殿        | トマ                                                               |
| アレン･ウォーカー   | 千年伯爵、ブックマン、マルコム=C=ルベリエ、神田(一回のみ）、ティキ |
| 赤腕                | 幼少期のあだ名                                                     |
| 時の破壊者          | ヘブラスカ                                                         |
| クロスの弟子        | ジャスデロ、デビット                                               |

## 対アクマ武器

### 十字架（クロス）
アレンの左腕に生まれながらに宿る寄生型イノセンス。これによりアレンの左手は血のように赤黒く変色しており、普段は手袋で覆い隠している。発動時は左腕全体が銀色の鉤爪のような形状に変化する。大きさを変える事が可能で、最大解放時には咎落ちとなったスーマンをわしづかみに出来るほどまでに巨大化する。第2開放は不明。初期のイノセンスとのシンクロ率の最高値は83%だった。なお、入団時にヘブラスカはアレンのイノセンスが、黒い未来で偉大な“時の破壊者”を生むということを預言した。ブックマンには「“時”は千年伯爵のことを指しており、千年伯爵を倒すものであるかもしれない」と言われている。バクやコムイらによるとイノセンスの原石に近くただ単にアレンの思いに反応して発動に似た状態になっていただけらしい。

#### 十字架（クロス）の技
十字架ノ墓（クロス・グレイヴ）
「十字架」で複数のAKUMAを一撃で葬る技。AKUMAの体に十字の亀裂が走る。
十字架ノ杭（クロス・バリング）
「十字架」を変形させて放つエネルギー弾。遠距離攻撃が可能なため、多用される。発現時には砲口の周囲に放射状に花弁のようなエネルギー体が発生。
十字架ノ槍（クロス・スピアー）
「十字架」をエネルギーの槍に変形。DS専用ソフト「D.Gray-man 神の使徒たち」に名前が登場。

### 神ノ道化（クラウン・クラウン）
黒の教団アジア支部でのAKUMA（Lv3）との戦闘により復活。その力はLv3のアクマをものともせず破壊するほど。初めて登場した際はイノセンスだけが自立行動をしていた。発動すると、後ろ髪が跳ねる。仮面（普段は顔につけない）のついたマント、右腕にまでマントとつながっている同じ材質のものがつき、左腕は黒色のシャープなかぎ爪がつく。バクによればこれこそが真の姿だという。イノセンスが変化する際に破壊されていた左腕が再生し、人体とイノセンスが完全に接合した。仮面を付け、完全に神ノ道化を纏うことで、マントを鎧とすることも出来る。尚、両腕と仮面部分だけを発動することも可能。イノセンスが完全に破壊されなければ自己修復ができる。また、仮面は片側だけをつけることもできる。臨界者になった後は武器の形状を「爪（エッジ）」と「退魔ノ剣」に転換（コンバート）出来るようになった。

#### 神ノ道化（クラウン・クラウン）の技
十字架ノ墓（クロス・グレイヴ）
「十字架」時は複数のAKUMA（Lv1）を一撃で葬る技だが、「神ノ道化」へ進化後は、十字架が印された盾を作り出す技に変化、防御技としても使用されるようになる。単体攻撃技になったがその威力はAKUMA（Lv3）をも一撃で破壊可能なほど強力である。退魔ノ剣時にも使用可能。因みに、攻撃時と防御時では十字架のデザインが異なる。（防御時は一般的な形状の十字架、攻撃時は十字架の四つの先端に球状のマークが付いたデザイン）
道化ノ帯（クラウン・ベルト）
右腕やマントからリボン状の帯を出す。物を巻き取ったり、鞭のように打ちのめしたり、先端で刺し貫く、移動手段としても転用可能なので多用される事となる。神ノ道化状態の初登場時にはマントの裾部分がこの状態になり、バク達を保護していた。威力も進化後の十字架ノ墓（クロス・グレイヴ）程ではないが、Lv3のAKUMA相手でも十分に通用する攻撃力を有している。右手の指から放つことも可能で旧方舟内でのティキとの戦闘時には相手の腕部に巻きつけ、アンカーのように使用した。退魔ノ剣時にも使用できる。
爪ノ王輪（クラウン・エッジ）
左手の爪から指輪に似た王冠を大量に放ち鞭のように振るう。遠距離攻撃技だが、当然、退魔ノ剣時は使用できない。
破滅ノ爪（エッジ・エンド）
まばゆい光を伴った巨大化させた左手の爪で敵を引き裂く。当然、退魔ノ剣に転換（コンバート）中は左手そのものが無いため使用出来ない。十字架（クロス）時代と比べると比較的小型で扱いやすいが、十字架とは違って何十倍にも巨大化させたり伸ばしたりする事は出来ない。しかし、その攻撃力は進化前とは比べ物にならないほど高い。
退魔ノ剣（たいまのけん）
アレンがシンクロ率100%を越えた（=臨界者となった）ことによりイノセンスが剣に変化した姿。「退魔」の力を持ち、ノアの一族の中に宿る「ノア」やAKUMAを破壊できる。攻撃力は高く、エネルギー波を放つことも出来る。形状は千年伯爵の剣と酷似しており、色が反転している。
また、左手を転換するため、使用時には肩から左腕が無い。
人間を斬ろうとすると刃が透過するだけで何のダメージも与えることはない。そのためアレンは自分ごとAKUMAを刺すという戦法を使用したが、その時点でアレンの中の「14番目」が目覚めつつあったため、アレンもまたダメージを負った。切られたノアにはギザギザの傷跡が残る。
破壊咆哮（デス・ボール）
退魔ノ剣をかかげ、衝撃波を放ち周囲を攻撃する。威力は絶大だが消耗が激しく、連発は不可。

### ハートの可能性
上記の通り、ティキのティーズにアレンの心臓の一部が食われた際、イノセンスが己の意思でアレンの命を救った（バク曰く「食われた心臓の一部に霧状になったイノセンスが入り、心臓をつないでアレンを生かしている」らしい）経緯の他、粉々にされたにもかかわらず、壊れてはいなかった事、また、粉々になったイノセンスが深い霧状になってアレンを侵入者から守っていた事などから、ハートの可能性が示唆されている。
ただし、アポクリフォスの言葉の中で随所に見られる「ハートの御方」という単語から、ハートのイノセンス、もしくはその適合者が別に存在する描写もある。